# Яшмолкин, Алексей Кириллович
Алексе́й Кири́ллович Яшмо́лкин (17 февраля 1946, Ошурга, Марийская АССР — 3 марта 2013, Йошкар-Ола) — советский композитор, член Союза композиторов СССР (1979), лауреат молодёжной премии имени Олыка Ипая (1982), Заслуженный деятель искусств Марийской АССР (1985), лауреат Государственной премии Республики Марий Эл (1986), заслуженный деятель искусств РСФСР (1991), профессор Марийского государственного университета (2001).

## Биография
Окончив восьмилетнюю школу, поступил в Йошкар-Олинское музыкальное училище имени И. С. Палантая и окончил училище по классу баяна.
После окончания училища в 1966 работал по 1968 год в Маргосфилармонии концертмейстером ансамбля песни и танца «Марий эл». Затем в течение шести лет преподавал в детской музыкальной школе № 3 города Йошкар-Олы.
Во время работы в школе начал сочинять музыку. Систематически стал занятиям композицией в 1974 году после поступления в Казанскую государственную консерваторию в класс профессора А. Б. Луппова. Уже во время обучения достиг значительных успехов как композитор. Обучаясь на IV курсе, принял участие в работе IV съезда композиторов Татарии. В одном из концертов съезда исполнялся вокальный цикл А. Яшмолкина «Старинные рекрутские песни».
По окончании консерватории преподавал в Йошкар-Олинском музыкальном училище (теоретические предметы, композиция), Одновременно учился в аспирантуре Казанской государственной консерватории.
В 1981—1994 годах был председателем правления Союза композиторов Республики Марий Эл.
А. К. Яшмолкин работал в Республиканском центре народного творчества главным специалистом по работе с молодыми композиторами.
С 1998 по 2001 год работал заведующим музыкальной частью Марийского театра юного зрителя. Писал музыку к спектаклям этого театра и завершил оперу на сюжет А. С. Пушкина «Золотая рыбка».
С 2001 года работал профессором кафедры культуры и искусств Марийского государственного университета.
Он пробует себя в разных жанрах — опере, балете, писал симфоническую музыку, пьесы для фортепиано, скрипки, произведения для камерных ансамблей, песни, хоровую и музыку к театральным спектаклям.